# Francisco Javier González Balcarce
Francisco Javier González Balcarce fue un militar argentino que luchó en la Guerra de Independencia de la Argentina, en sus guerras civiles y en la Guerra del Brasil, muriendo en servicio al finalizar dicho conflicto.

## Biografía
Francisco Javier González Balcarce nació en la ciudad de Buenos Aires el 2 de diciembre de 1807, hijo del coronel Marcos González Balcarce y de su primera esposa María de los Dolores Quesada.
El 30 de junio de 1819, con sólo 12 años de edad, se incorporó con el grado de subteniente al Batallón N° 1 de Cazadores de los Andes.
Estando agregado al Estado Mayor General, el 1 de abril de 1820 pasó al batallón de Fusileros, ascendiendo a teniente 2.º de su compañía de granaderos el 10 de agosto de 1825.
El 10 de mayo de 1827 pasó a la 1.º compañía del 1.º Escuadrón del Regimiento Defensores del Honor Nacional, ascendiento a ayudante mayor el 25 de junio de 1827, ya iniciada la Guerra del Brasil.
El 5 de abril de 1827 embarcó con Guillermo Brown en la goleta 9 de Febrero con 15 soldados del Batallón N° 4 de Cazadores en dirección a Los Pozos, donde transbordaron al bergantín República con el que tomó parte en el combate de Monte Santiago.
Ascendió a capitán de caballería el 14 de enero de 1828 pero continuó prestando servicio como jefe de tropa embarcada. En junio de ese año asumió el mando militar de la cañonera N° 12. Ya finalizada la guerra del Brasil, en la noche del 2 de febrero de 1829 se encontraba a bordo de la cañonera N° 12, amarrada junto a cañonera N° 4 en el surgidero de San Nicolás de los Arroyos, cuando se desató un tifón que tumbó la embarcación, pereciendo ahogados Balcarce y el guardiamarina Eustaquio Zapiola, salvándose el sargento mayor Nicolás Jorge, el patrón de la embarcación y tres marineros.